# ガロア接続
数学において、ガロア接続（ガロアせつぞく、英: Galois connection）とは、（典型的には）2つの半順序集合（poset）の間の特定の対応付けを言う。ガロア接続は、ガロア理論で調べられた部分群と部分体の間の対応を一般化したものであり、様々な数学理論に応用が存在する。名称はフランスの数学者エヴァリスト・ガロアに因む。

## 定義
(A, ≤) と (B, ≤) の2つを半順序集合とする。これら半順序集合の間の単調ガロア接続（monotone Galois connection）とは２つの単調関数 F : A → B と G : B → A　で以下を満たすものを言う。
任意の a ∈ A , b ∈ B に対して、F(a) ≤ b のときかつそのときに限り a ≤ G(b) が成り立つ。
このとき F は G の下随伴（lower adjoint）、G は F の上随伴（upper adjoint）と呼ばれる。
上（upper）/下（lower）の用語は順序 ≤ に関連した関数を適用した位置を参照したものと覚えると良い。随伴（adjoint）の用語は、単調ガロア接続は圏論における随伴関手の対の特別なケースであることを指している。